# Oxyprosopus filiformis
Oxyprosopus filiformis är en skalbaggsart som beskrevs av Edgar von Harold 1879. Oxyprosopus filiformis ingår i släktet Oxyprosopus och familjen långhorningar.
Artens utbredningsområde är Angola. Inga underarter finns listade i Catalogue of Life.